# Глостер
Гло́стер (англ. Gloucester [ˈɡlɒstər] произношениео файле) — город в Англии, выделенный в отдельный район со статусом «сити». Расположен на реке Северн в центре церемониального и неметропольного графства Глостершир.
Город преобразован в район из города-графства во время административной реформы 1974 года. Занимает территорию 40 км² и граничит на северо-востоке с районом Тьюксбери, на юго-западе с районом Страуд. На территории города проживает 109 885 жителей, при средней плотности населения 2 711 чел./км².
Глостер управляется городским советом, состоящим из 35 депутатов, избранных в 15 округах. В результате последних выборов 19 мест в совете занимают консерваторы.

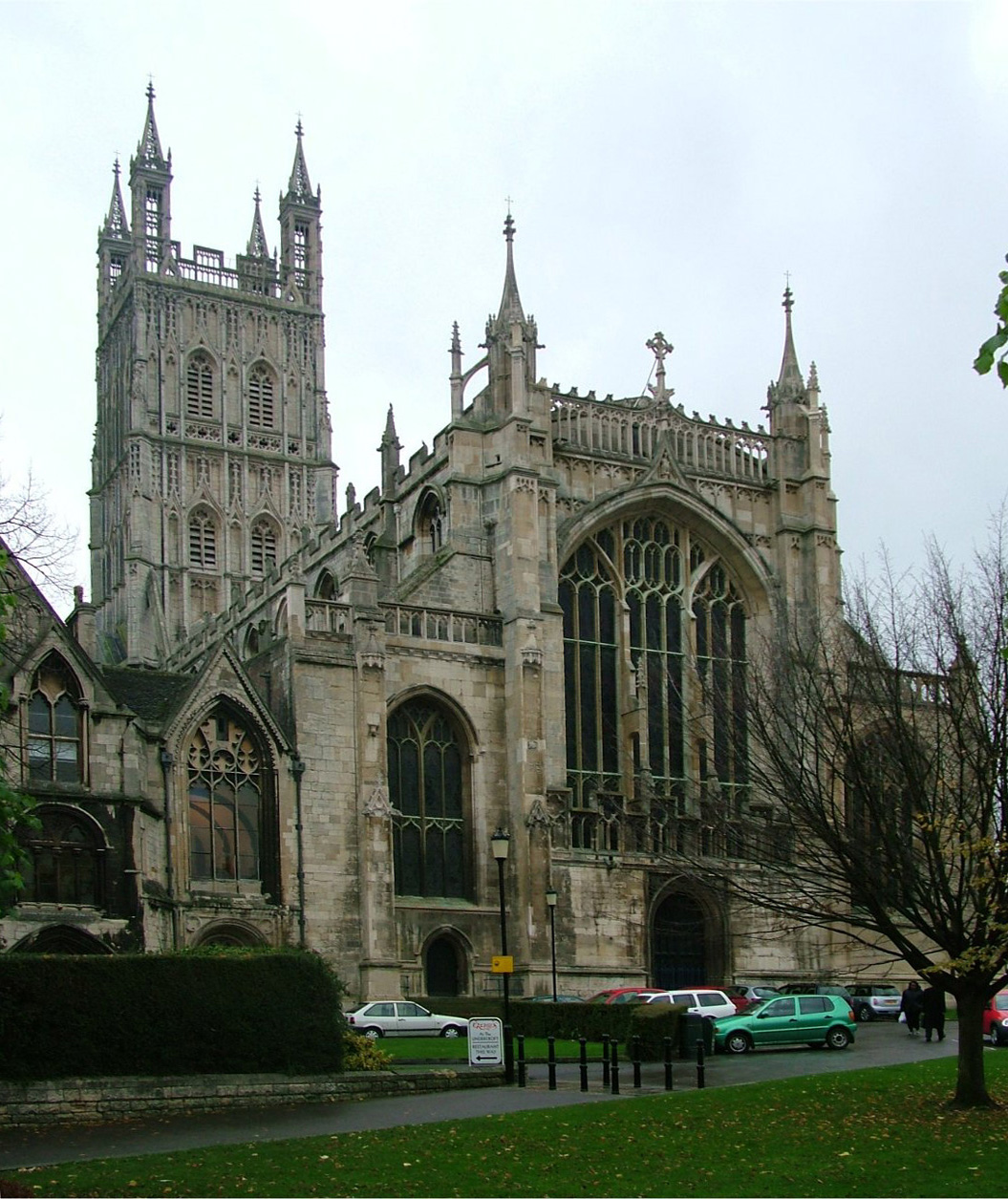
Глостерский собор

На территории города расположен Глостерский кафедральный собор (Cathedral Church of St Peter and the Holy and Undivided Trinity) XI—XV веков постройки, центр англиканской епархии Глостер.

## История
Основателями Глостера считаются римляне, хотя возможно наличие более раннего бриттского поселения. В конце I века н. э. на месте нынешнего Глостера римляне основали Colonia Nervia Glevensium или Glevum, что подтверждается многочисленными археологическими находками. После ухода римлян город продолжал своё существование, он упоминается в более поздних источниках, включая англосаксонские хроники. В VI веке его захватили англосаксы. Город управлялся шерифом, замок которого периодически использовался как резиденция английского короля.
Во времена гражданской войны XII века город поддерживал королеву Матильду. К этому периоду относится и учреждение титула графа Глостер. Город жил за счёт экспорта кожи, шерсти и железа, а также рыболовецкого промысла. В конце XVI века городу был присвоен статус портового.

## Спорт
В городе базируется полупрофессиональная футбольная команда Глостер Сити играющая на данный момент в Национальной Конференции (Север)
В городе базируется профессиональная команда по регби Глостер.

## Известные уроженцы
- Уильям Хенли (1849—1903) — английский поэт, критик и издатель, наиболее известный стихотворением «Invictus».
- Томас Шарп (1887—н/д), английский лётчик-ас Первой мировой войны.
- Фред (29 сентября 1941 — 1 января 1995) и Розмари Уэст (29 ноября 1953) — британский серийный убийца и его сообщница (по совместительству жена).